# IPX
인터네트워크 패킷 익스체인지(Internetwork Packet Exchange, IPX)는 IPX/SPX 프로토콜 스택 안에 있는 OSI 모델 네트워크 계층 프로토콜이다.
IPX/SPX 프로토콜 스택은 노벨사의 넷웨어 네트워크 운영 체제의 지원을 받는다. 넷웨어가 1980년대 후반부터 1990년대 중반까지 인기가 있자, IPX는 인터네트워킹 프로토콜로 잘 알려지게 되었다. 노벨은 IPX를 제록스 네트워크 서비스 IDP 프로토콜에서 가져온 것이다.
인터넷 붐에 따른 TCP/IP의 인기로 인해, IPX는 쇠퇴의 길을 걷고 만다. 컴퓨터와 네트워크는 여러 개의 네트워크 프로토콜을 실행할 수 있기에 거의 모든 IPX 사이트는 인터넷 연결을 위해 TCP/IP로 돌아가게 된다. 또한 넷웨어 버전이 5 이상으로 올라가면서 IPX와 TCP/IP 둘 다 지원하게 되자, 노벨사의 제품은 IPX 없이 실행할 수도 있다.

## IPX의 주소매김
- 논리 네트워크는 32비트 고유 16진수 주소를 할당 받는다. (범위 0x1부터 0xFFFFFFFE까지)
- 호스트는 48비트 노드 주소를 가진다. 기본적으로 랜 카드의 맥 주소로 설정된다. 이 노드 주소는 네트워크 주소에 추가하여 네트워크 호스트를 위한 고유 인증자를 만든다.
- 네트워크 주소 00:00:00:00은 현재의 네트워크 주소임을 뜻한다.
- 브로드캐스트(전체로 뿌리는)주소는 FF:FF:FF:FF이다.

### IP와의 유사성
IPX 네트워크 주소는 개념상 IP 주소의 네트워크 일부와 동일하다. (넷마스크 비트가 1로 설정되는 부분) 노드 주소는 "넷마스크 비트가 1로 설정된 IP 주소의 비트"와 뜻이 일치한다. 노드 주소가 보통 네트워크 어댑터의 맥 주소와 동일하므로 주소 결정 프로토콜은 필요하지 않다.
라우팅의 경우, IPX 라우팅 테이블의 항목은 IP 라우팅 테이블과 비슷하다. 라우팅은 네트워크 주소를 통해 완성되며 각 네트워크 주소의 경우 다음 라우터의 네트워크:노드가, IP 주소/넷마스크가 IP 라우팅 테이블 안에서 지정되는 것과 비슷한 방식으로 지정된다.

### 이더넷 위의 IPX
IPX는 다음과 같이 4가지 형태를 사용하여 이더넷을 통해 전송할 수 있다.
- 802.3 (원본)
- 802.2 (노벨)
- 802.2 (SNAP)
- 이더넷 2